# Обърната елха
„Обърната елха“ е български игрален филм (драма) от 2006 година, по сценарий и режисура на Иван Черкелов и Васил Живков. Оператор е Рали Ралчев. Художници на постановката са Ванина Гелева и Дориана Кебеджиева.

## Сюжет
Огромна елха е отсечена от сърцето на планината за коледната украса на града. Пътуването ѝ до центъра на столицата свързва шест истории, които се занимават с празника или с липсата на празник в ежедневието на отделните герои. Структурата на филма е фрагментарна, какъвто е съвременният ни живот, а историите приличат на моментални снимки на битието – мигове на жестокост и копнеж, на красота и безобразие. Елхата е вече украсена – празникът може да започне.

## Актьорски състав
- Красимир Доков
- Александра Василева
- Антон Радичев
- Слава Дойчева
- Георги Черкелов – Сократ
- Драгомир Шолев
- Тихомир Жиков
- Стоян Стоянов
- Силва Мелновска
- Мария Колева

## Награди
- Специалната награда на журито на 41 МКФ (Карлови Вари, Чехия, 2006).
- Наградата за мъжка роля на Красимир Доков (и за „Разследване“ на 27 ФБИФ „Златната роза“, (Варна, 2006).
- Награда за операторско майсторство на Рали Ралчев (и за „Маймуни през зимата“ и „Разследване“) на 27 ФБИФ „Златната роза“ (Варна, 2006).
- Наградата за режисура в лицето на Иван Черкелов и Васил Живков на ИА „НФЦ“ (2007).
- Наградата за операторско майсторство на Рали Ралчев (и за „Разследване“ и „Маймуни през зимата“) на ИА „НФЦ“ (2007).
- Наградата за монтаж на Йорданка Бъчварова на ИА „НФЦ“ (2007).